# 松尾和政
松尾 和政（まつお かずまさ）は、日本の社会活動家、地方公務員。

## 経歴
廿日市市を広く知らせる目的で制作された映像作品『はつかいち物語 「愛の取調べ室」』が公開。2020年には地域のPR動画が「取り調べ室」というのが行政らしくなくて良いと話した。
2022年、『廿学ラジオ』（エフエムはつかいち）にコメンテーターとして出演。翌年1月、広島東洋カープのルーキー10人が廿日市市へ住民票を移す手続きを行った。それに伴い、新市民となった選手たちを歓迎した。
スポーツを核としたまちづくりを推進している。
廿日市市経営企画部シティプロモーション室長。廿日市大野支所長。

## 人物
「観光」は「光」を「観る」こととし、文化や食に新しい発見があることが魅力であると語っている。